# Juan Ignacio Carrasco
Juan Ignacio Carrasco (Barcellona, 9 luglio 1974) è un ex tennista spagnolo.

## Carriera
In carriera ha raggiunto una finale nel doppio all'Open 13 nel 2000, in coppia con il connazionale Jairo Velasco, Jr.. Nei tornei del Grande Slam ha ottenuto il suo miglior risultato raggiungendo il terzo turno nel doppio all'Open di Francia nel 2000, e nel doppio misto a Wimbledon sempre nel 2000.

## Statistiche

### Doppio

#### Finali perse (1)
| Numero | Anno             | Torneo             | Superficie | Compagno           | Avversari in finale           | Punteggio |
| 1.     | 13 febbraio 2000 | Open 13, Marsiglia | Cemento    | Jairo Velasco, Jr. | Simon Aspelin Johan Landsberg | 6-7, 4-6  |